# Диммелер, Стефани
Стефани Диммелер (нем. Stefanie Dimmeler, родилась 18 июля 1967) — немецкий биолог, специализирующаяся на патофизиологических процессах, лежащих в основе сердечно-сосудистых заболеваний. Среди её наград — премия Готфрида Вильгельма Лейбница Немецкого научно-исследовательского общества за работу по программированию гибели эндотелиальных клеток. С 2008 года она возглавляет Институт сердечно-сосудистой регенерации Франкфуртского университета. Её текущая работа сосредоточена на разработке клеточных и фармакологических стратегий для улучшения восстановления и регенерации сердечно-сосудистой системы. Её работа направлена на создание некодирующих РНК в качестве новых терапевтических мишеней.

## Жизнь
Стефани Диммелер посещала школы в Хагнау и Штеттене и среднюю школу в Маркдорфе. С 1986 по 1991 год изучала биологию в Констанцском университете. В 1993 году она получила докторскую степень в Констанце по теме «АДФ-рибозилирование, стимулированное оксидом азота». С 1993 по 1995 год Диммелер работала докторантом в биохимическом и экспериментальном отделении хирургического отделения Кельнского университета, а затем с 1995 по 2001 год в медицинской клинике отделения кардиологии Университета Франкфурта-на-Майне. В 1998 году она получила хабилитат в области экспериментальной медицины по теме эндотелиальной дисфункции при атеросклерозе — исследования апоптоза эндотелиальных клеток. С 2001 года она является профессором молекулярной кардиологии во Франкфуртском университете, а с 2008 года она является директором Института сердечно-сосудистой регенерации в Центре молекулярной медицины Университета Гёте во Франкфурте. В 2005 году она выиграла премию Готфрида Вильгельма Лейбница в размере 1,55 миллиона евро. Прежде чем она смогла получить приз, Deutsche Forschungsgemeinschaft (нем. «Немецкий исследовательский фонд») должен был снять с неё все обвинения в неправомерном научном поведении, что они и сделали 5 июля 2005 года.
Расследование работы Диммелер потребовалось из-за ошибок в трёх её публикациях. Они были допущены и исправлены, и они ссылались на цифры, использованные в репрезентативных примерах; её выводы были полностью обоснованными и воспроизводимыми.
В 2007 году Диммелер получила премию Эрнста Юнга в области медицины и исследовательский грант Европейского исследовательского совета в размере 2,4 миллиона евро в 2008 году.
С 2011 года Стефани Диммелер является заместителем спикера Немецкого центра сердечно-сосудистых исследований e.V. (DZHK), расположенного в Рейнмайнском районе. DZHK является партнёром Немецких центров медицинских исследований, которые стремятся улучшить профилактику, диагностику и лечение распространённых заболеваний, и был основан в 2011 году по инициативе Федерального министерства образования и научных исследований. Задача всех шести немецких центров медицинских исследований — как можно быстрее внедрить результаты фундаментальных исследований в клиническую практику.
Кроме того, Стефани Диммелер является представителем «Кардио-лёгочного института», кластера передового опыта, финансируемого Немецким научно-исследовательским обществом.

## Научная работа
Стефани Диммелер занимается молекулярной биологией эндотелиальных клеток — клеток, выстилающих кровеносные сосуды. Существенным аспектом является апоптоз ткани, известный как запрограммированная гибель клеток. В этом контексте Диммелер исследует необходимые вещества-мессенджеры, развитие повреждений этих клеточных структур и возможности регенерации этих процессов. Прежде всего, это фундаментальное исследование направлено на лучшее понимание процессов, протекающих при артериосклерозе, и на поиск вариантов лечения. Она также предоставила первые результаты по терапии стволовыми клетками с использованием клеток-предшественников костного мозга для лечения пациентов с инфарктом. Текущая работа также касается регуляции роста сосудов и стволовых клеток с помощью небольших генных чипов, так называемых микроРНК.

## Награды
- 2018: Стипендия Селби Австралийской академии наук[8]
- 2017: Член Немецкой академии наук Леопольдина[9]
- 2017: Премия Вилли Питцера, Бад-Наухайм[10]
- 2016: Лекция Пола Дадли Уайта на научной сессии AHA[11]
- 2016: Мемориальная лекция Майкла Оливера Британского общества атеросклероза
- 2015: Премия за лекцию памяти Томаса В. Смита
- 2014-2018: Thomson Reuters «Цитируемый исследователь» 2014, 2015, 2016 и 2018 годы
- 2014: Мадридская награда за сердечно-сосудистую терапию стволовыми клетками
- 2010: Награда за достижения в жизни от голландско-немецких рабочих групп по молекулярной кардиологии
- 2008: Премия за исследования в рамках премии Science4Life Foundation GlaxoSmithKline 2008
- 2007: Премия Эрнста Юнга[англ.] в области медицины 2007
- 2006: Лекция Карла-Ландштейнера, Немецкая ассоциация трансфузиологии и иммуногематологии
- 2006: Лекция по фундаментальным наукам и серебряная медаль Европейского общества кардиологов[англ.]
- 2006: Юбилейная премия FEBS 2006
- 2005: Лекция памяти Джорджа Э. Брауна на научной сессии AHA
- 2005: Премия Лейбница Deutsche Forschungsgemeinschaft (DFG)
- 2004: Премия Форссманна 2004
- 2002: Премия Альфреда Круппа 2002
- 2000: Премия Немецкого кардиологического общества (Френкель-Прейс)
- 1999: Премия Фонда Герберта и Хедвиг Экельманн
- 1998: Премия Немецкого фонда сердца
- 1994: Премия Фрица-Кюльца Немецкой ассоциации фармакологии и токсикологии
- 1991: Премия Фонда немецких наук